# Kanton Grand-Bas-Armagnac
Grand-Bas-Armagnac is een kanton van het Franse departement Gers. Het kanton maakt deel uit van het arrondissement Condom.

In 2019 telde het 13.345 inwoners.

Het kanton werd gevormd ingevolge het decreet van 26 februari 2014 met uitwerking op 22 maart 2015, door de samenvoeging van de kantons Cazaubon en Nogaro. Het kreeg Nogaro als hoofdplaats.

## Gemeenten
Het kanton omvat volgende 40 gemeenten: 
- Arblade-le-Haut
- Ayzieu
- Bétous
- Bourrouillan
- Campagne-d'Armagnac
- Castex-d'Armagnac
- Caupenne-d'Armagnac
- Cazaubon
- Cravencères
- Espas
- Estang
- Le Houga
- Lannemaignan
- Lanne-Soubiran
- Larée
- Laujuzan
- Lias-d'Armagnac
- Loubédat
- Luppé-Violles
- Magnan
- Manciet
- Marguestau
- Mauléon-d'Armagnac
- Maupas
- Monclar
- Monguilhem
- Monlezun-d'Armagnac
- Mormès
- Nogaro
- Panjas
- Perchède
- Réans
- Saint-Griède
- Saint-Martin-d'Armagnac
- Sainte-Christie-d'Armagnac
- Salles-d'Armagnac
- Sion
- Sorbets
- Toujouse
- Urgosse